# Inverkeithing
Inverkeithing är en hamnstad i kommunen Fife, Skottland vid Firth of Forth. Den gavs status som kunglig burgh av David I på 1100-talet. Folkmängden uppgick till 5 220 invånare 2012.
Ortnamnet har skotsk-gaeliskt ursprung och betyder "Vid Ceiteins/Keithings mynning". Keithing är den lilla flod som rinner genom stadens södra del.

## Historia
Under Oliver Cromwells invasion av Kungariket Skottland utkämpades Slaget vid Inverkeithing den 20 juli 1651. Slaget ägde rum dels norr om staden nära Pitreavie House och dels strax söder om staden.